# 聖母の神殿奉献 (ティツィアーノ)
『聖母の神殿奉献』（せいぼのしんでんほうけん、伊: Presentazione di Maria al Tempio、英: Presentation of the Virgin at the Temple）は、イタリアのルネサンス期のヴェネツィア派の巨匠ティツィアーノ・ヴェチェッリオが1534年から1538年に制作した絵画である。油彩。主題は『新約聖書』の外典福音書の１つ「ヤコブの福音書」で語られている聖母の神殿奉献のエピソードから採られている。後にヴェネツィアのアカデミア美術館の一部となるサンタ・マリア・デッラ・カリタ同信会館（Scuola di Santa Maria della Carità）のために制作された作品で、長さ7メートルを超える巨大なキャンバスはティツィアーノの絵画の中で最大のものである。現在もアカデミア美術館の、かつての同信会館と同じ場所に所蔵されている。

## 制作経緯

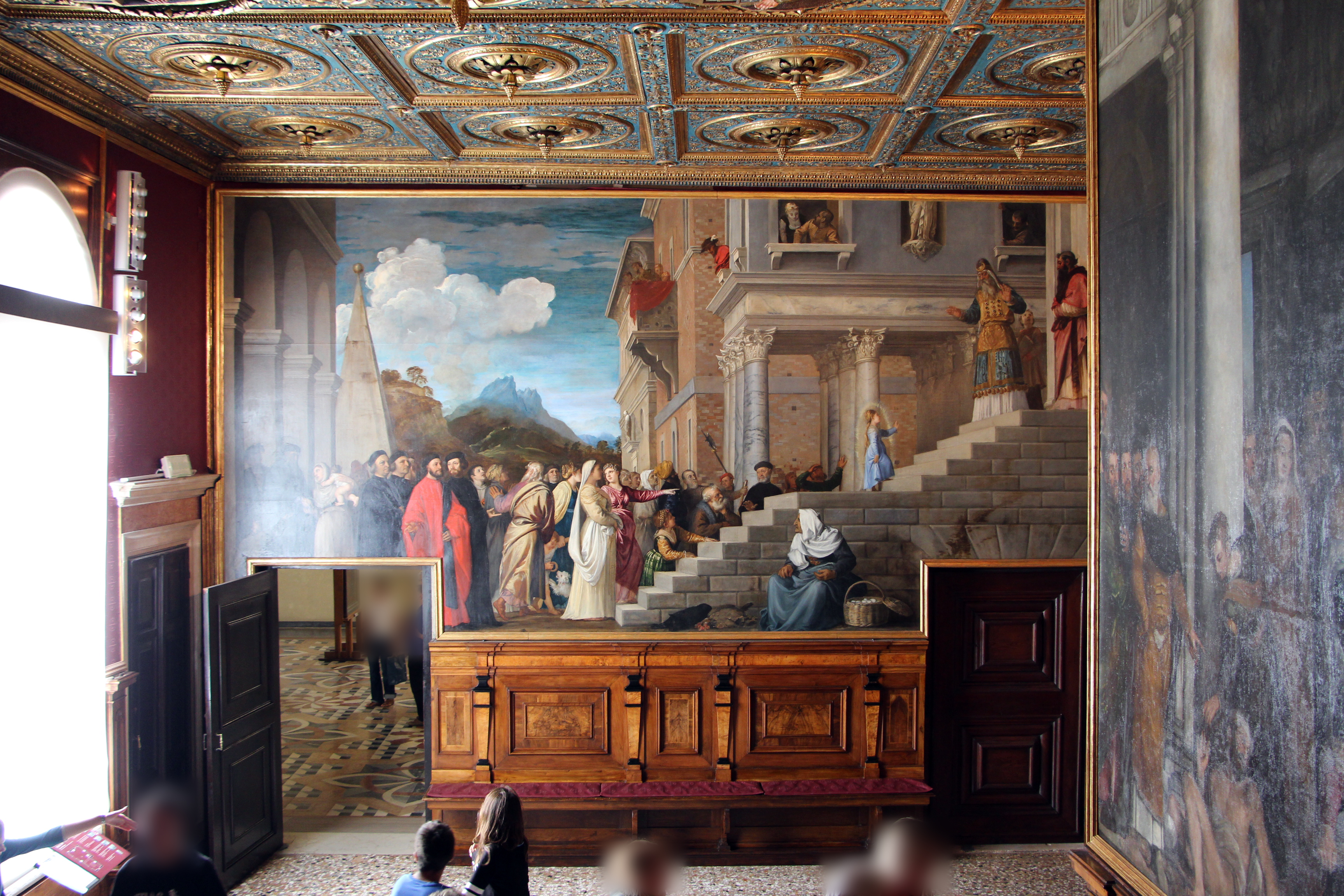
現在の展示。サラ・デッラルベルゴには他にジャンピエトロ・シルヴィオの『聖母の結婚』、ジローラモ・ダンテの『受胎告知』といった作品が壁を飾っている。

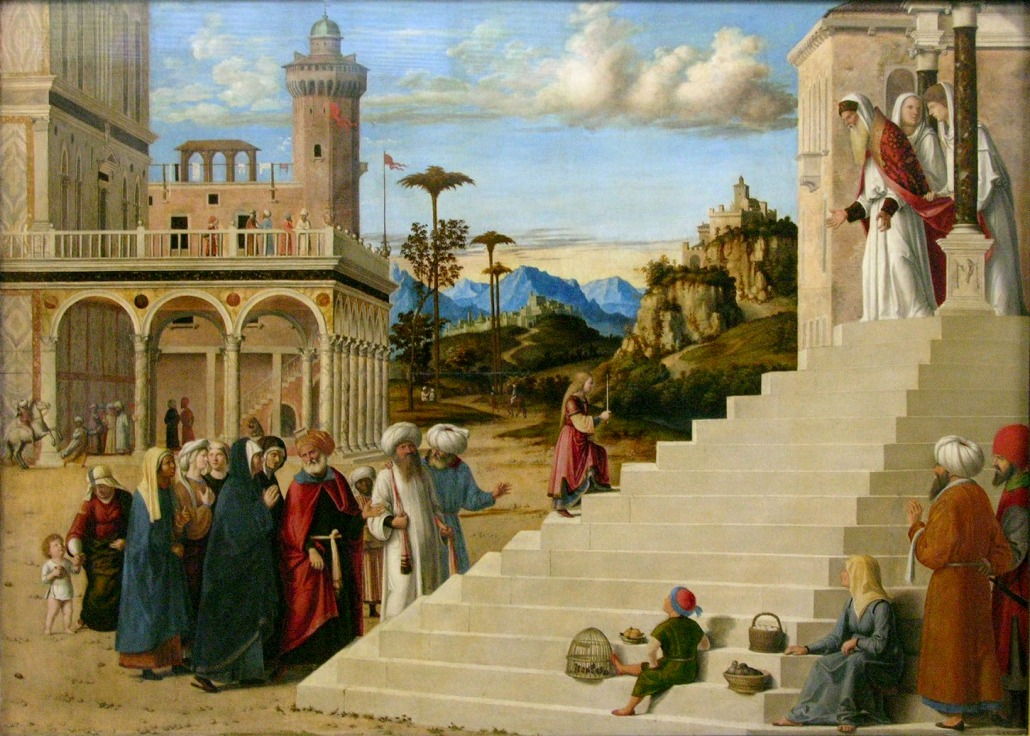
チーマ・ダ・コネリアーノの『聖母の神殿奉献』。アルテ・マイスター絵画館所蔵。

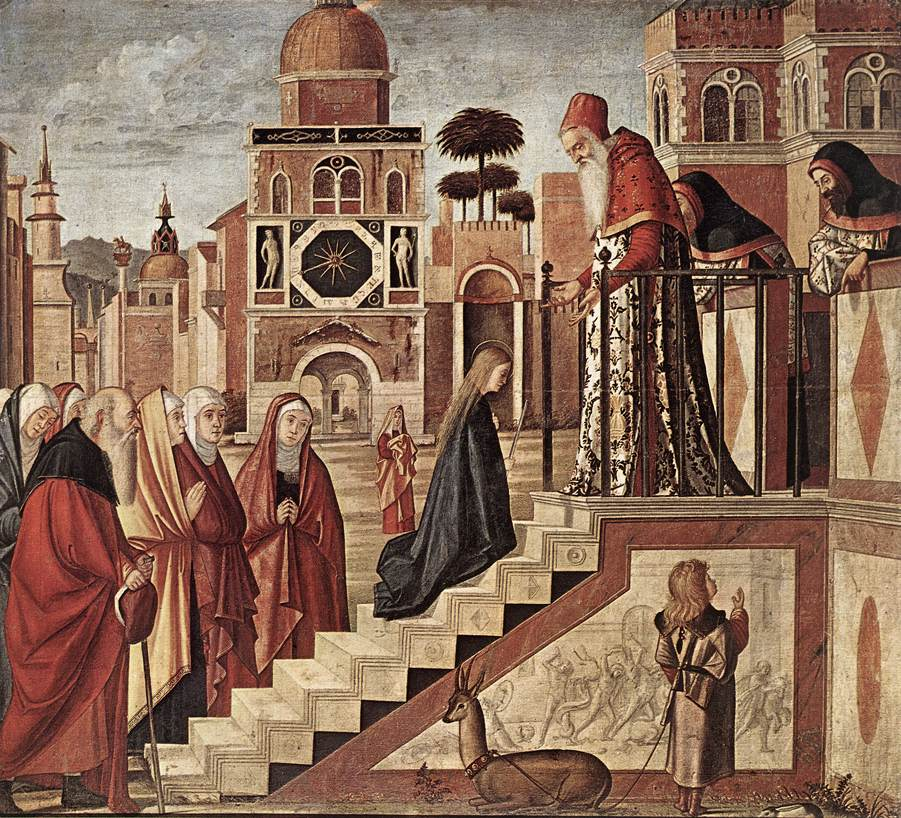
ヴィットーレ・カルパッチョの『聖母の神殿奉献』。ブレラ美術館所蔵。

サンタ・マリア・デッラ・カリタ同信会は1504年、同信会館のサラ・デッラルベルゴ（Sala dell'Albergo, アルベルゴの間）の壁面を飾る大キャンバス画『聖母の神殿奉献』を委託する画家を選考するためのコンテストを開いた。サラ・デッラルベルゴは同信会の著名なメンバーが集まり、同信会の最も重要な文書や聖遺物が保管された部屋であった。このコンテストに勝利したのは画家パスクァリーノ・ディ・ニッコロであったが、その後まもなく死去した。改めてティツィアーノに発注されたのは30年後の1534年8月29日であり、絵画は1538年3月6日までに完成している。

## 作品
ティツィアーノは大勢の観衆が見守る中で、エルサレム神殿の階段を上っていく幼い聖母マリアを描いている。聖母マリアは青色の衣服をまとい、長い金髪を後ろで束ねている。聖母マリアの身体を包む光は彼女の神聖な性質を表している。聖母の老いた父ヨアキムと母アンナは観衆とともに聖母を見つめており、ヨアキムはアンナの肩に手を置いている。
ティツィアーノは聖母マリアの奉献の場面を真横の角度から描いており、画面左に階段の周りに集まって幼い聖母を見上げる観衆を、画面右の階段の最上段に大祭司ザカリアを配置している。神殿の階段を上る幼い聖母の姿を真横から描くという構図は、アルテ・マイスター絵画館の同じヴェネツィア派の画家チーマ・ダ・コネリアーノや、ミラノのブレラ美術館のヴィットーレ・カルパッチョによる同主題の作品の影響である。最前景の画面中央（つまり階段の右側）には卵を籠に入れて売る老女の姿があり、さらに画面右下には古代彫刻のトルソー、画面右の背景にはオベリスクが描かれている。ティツィアーノは観衆の中に黒と赤のトガと黒い帽子を身に着けた同信会のメンバーの肖像画を描いており、その中の1人は子供を腕に抱いて物乞いをする母親に施しを与えている。17世紀の画家・伝記作家のカルロ・リドルフィは共和国元首アンドレア・デイ・フランチェスキ（Andrea dei Franceschi）とラッザロ・クラッソ（Lazzaro Crasso）元老院議員に言及している。
エルサレム神殿の階段の奥には古典的な石柱の柱廊を備えた建築物が配置されている。この建築物はソロモン王の宮殿と考えられている。『旧約聖書』「列王記」によるとソロモン王の宮殿はレバノン杉で作った柱を4列に並べた上に建設されたと述べられており、ティツィアーノの描写は『旧約聖書』と一致している。木製ではなく石柱の柱廊はおそらく建築家ヤーコポ・サンソヴィーノによって改修されていたサン・マルコ広場から持ってきた建築要素であり、ヴェネツィアの繁栄を物語っている。ティツィアーノはさらにそのすぐ奥に別の建築物を配置して、ドゥカーレ宮殿と同じような石積みのパターンと色彩で描くことにより、ドゥカーレ宮殿とソロモン王の宮殿とを一致させている。このようにティツィアーノは聖母伝説の舞台をヴェネツィアの都市に設定して描いている。
これに対して、背景に見える切り立った山の風景は、ティツィアーノの故郷ピエーヴェ・ディ・カドーレのものである。
同信会の理事会の肖像画や、子供を抱いた母親への施しを描いていることは、同信会および同信会が慈善活動に熱心であることへの言及となっている。この子供を抱いた母親は、ヴェネツィアの美徳であり、同信会の指針である《慈愛》の寓意である可能性が指摘されている。
前景に描かれた年老いた卵売りと古代彫刻のトルソーは、美術史家エルヴィン・パノフスキーによると、新しいキリスト教に取って代わられようとしているユダヤ教と古代神話の異教の神々というの2つの古代の世界を象徴している<。

## 来歴
制作された絵画はジャンピエトロ・シルヴィオの『聖母の結婚』（Sposalizio della Vergine）やジローラモ・ダンテの『受胎告知』（L'Annunciazione）とともにアルベルゴの間の壁面を飾った。キャンバスには画面の左右両端に2つのドアのためのスペースが設けられている。そのうち右側のドアはオリジナルだが、左側のドアは1572年に追加されたもので、同箇所の前景に描かれている数人の人物像の下部が切断された。同信会館は19世紀初頭に閉鎖され、その建物はアカデミア美術館に改築された。絵画が元の場所に戻されたのは1895年のことである。
2010年9月から2012年にかけて、『聖母の神殿奉献』はセーブ・ヴェネツィアによってアルベルゴの間の壁から取り外され、ミゼリコルディア修復研究所（Misericordia restoration laboratory）で修復が行われた。この修復事業はニューヨークのアーサー・ローブ財団（Arthur Loeb Foundation）、フロリダ州コーラルゲーブルスのミッキー・アリソンとマドレーヌ・アリソンのファミリー財団（Micky and Madeleine Arison Family Foundation）、セーブ・ヴェネツィアのボストン支部、およびトーマス・シューマッハ（Thomas Schumacher）とマシュー・ホワイト（Matthew White）から資金提供がなされた。修復を行ったのはジュリオ・ボノ（Giulio Bono）とエリカ・ビアンキーニ（Erika Bianchini）である。2013年、ヴェネツィアの芸術的遺産を保存するためのセーブ・ヴェネツィアの継続的な活動が認められ、『聖母の神殿奉献』の修復はイタリア遺産賞（Italian Heritage Award）の絵画修復の部門で最優秀賞に選ばれている。
また同時期にセーブ・ヴェネツィアによってジャンピエトロ・シルヴィオの『聖母の結婚』とジローラモ・ダンテの『受胎告知』もまた修復を受け、保管されていた『受胎告知』が元の配置に戻されたことで、かつてのアルベルゴの間の姿が再現されている。

## ギャラリー

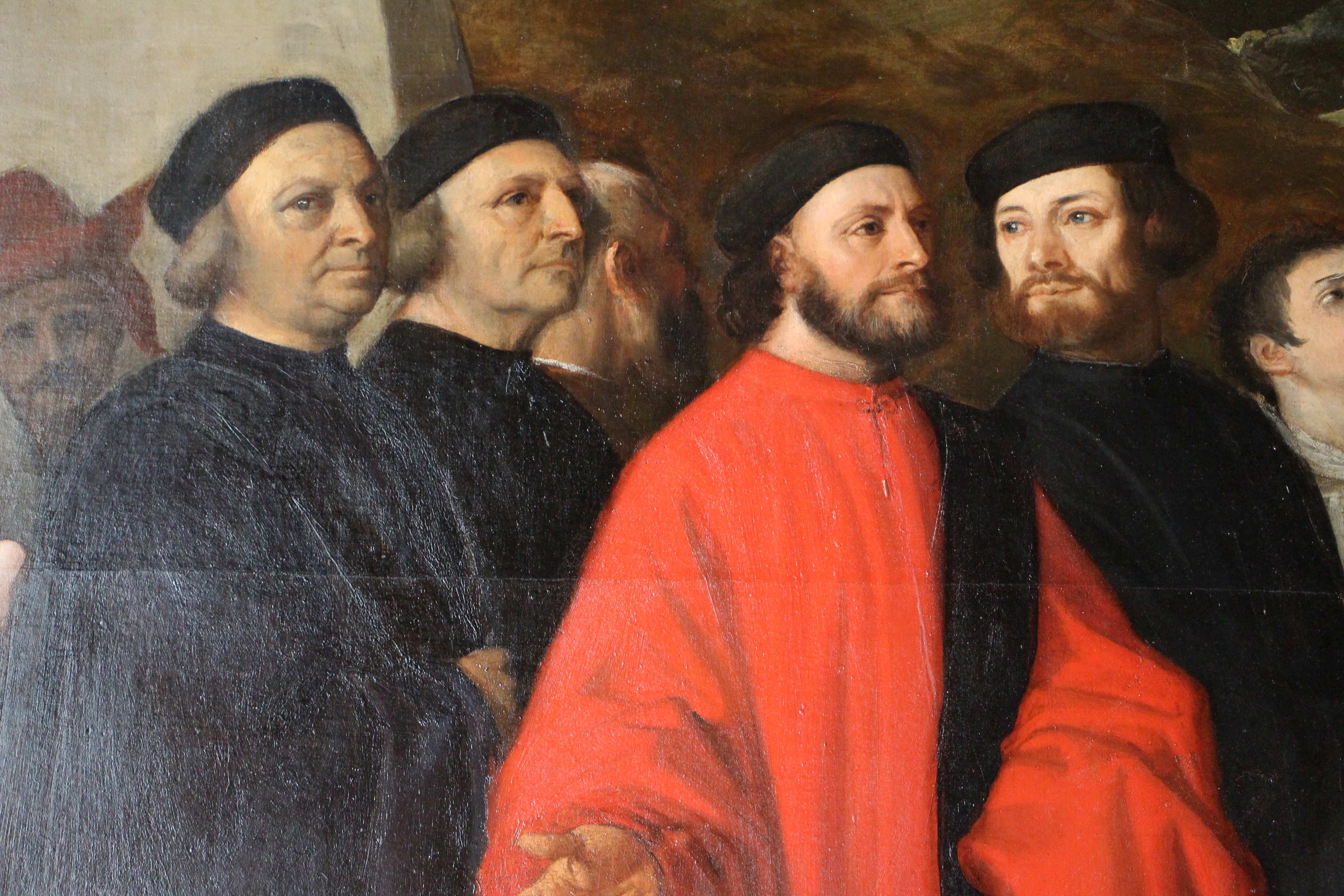
観衆に交じって描かれた同信会の理事会のメンバーたち
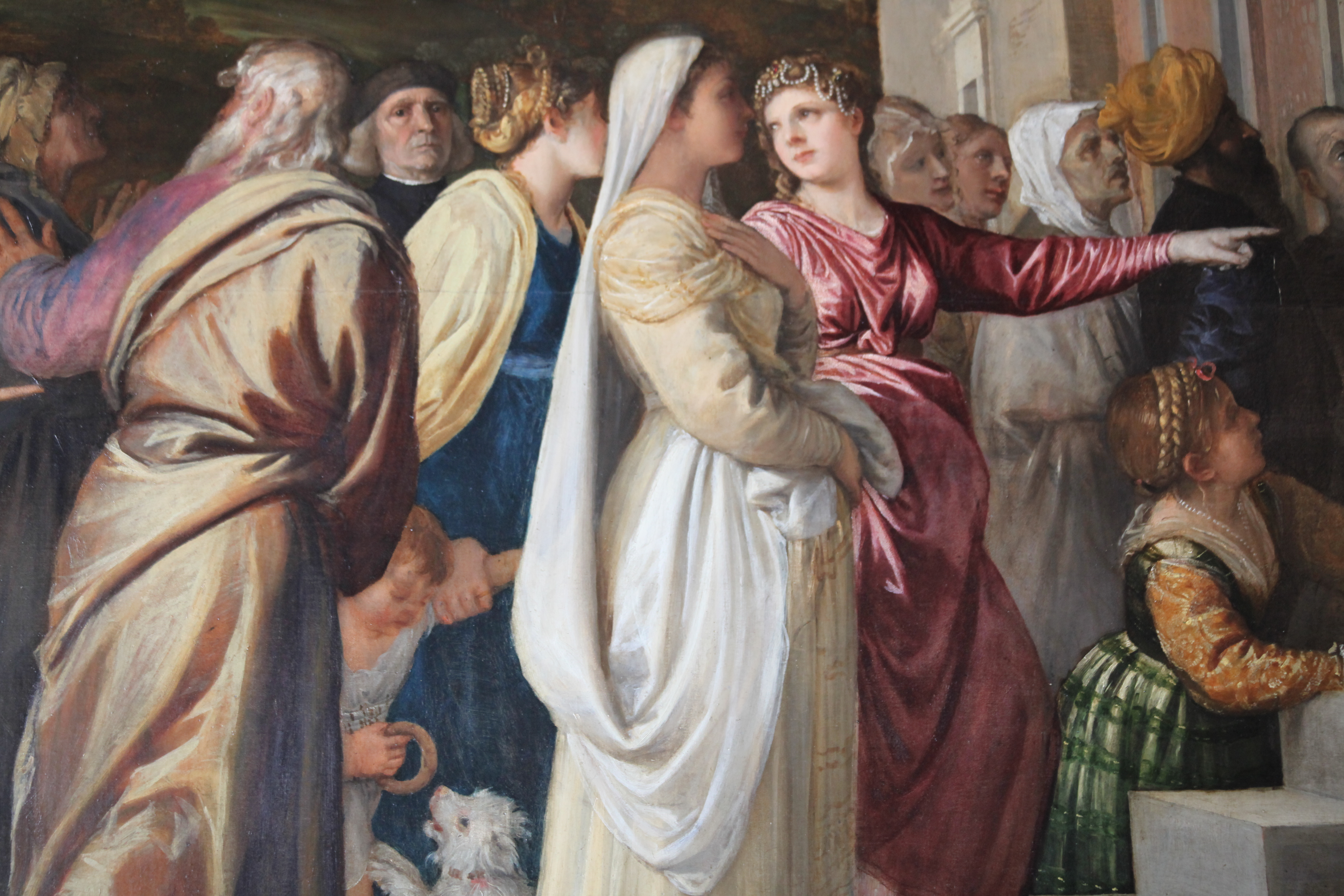
聖母を見つめる観衆と、聖母の両親ヨアキムとアンナ
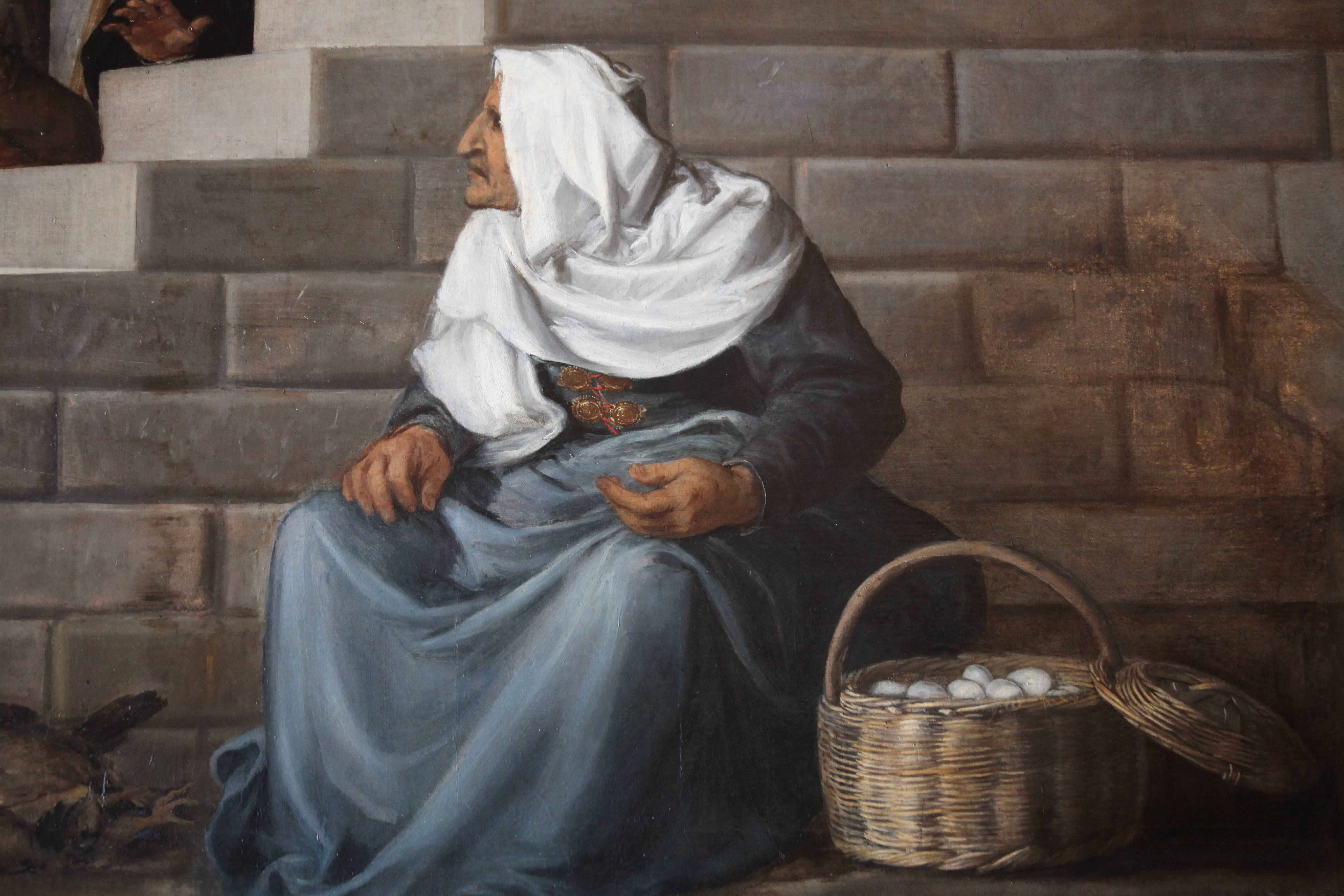
卵売りの老女
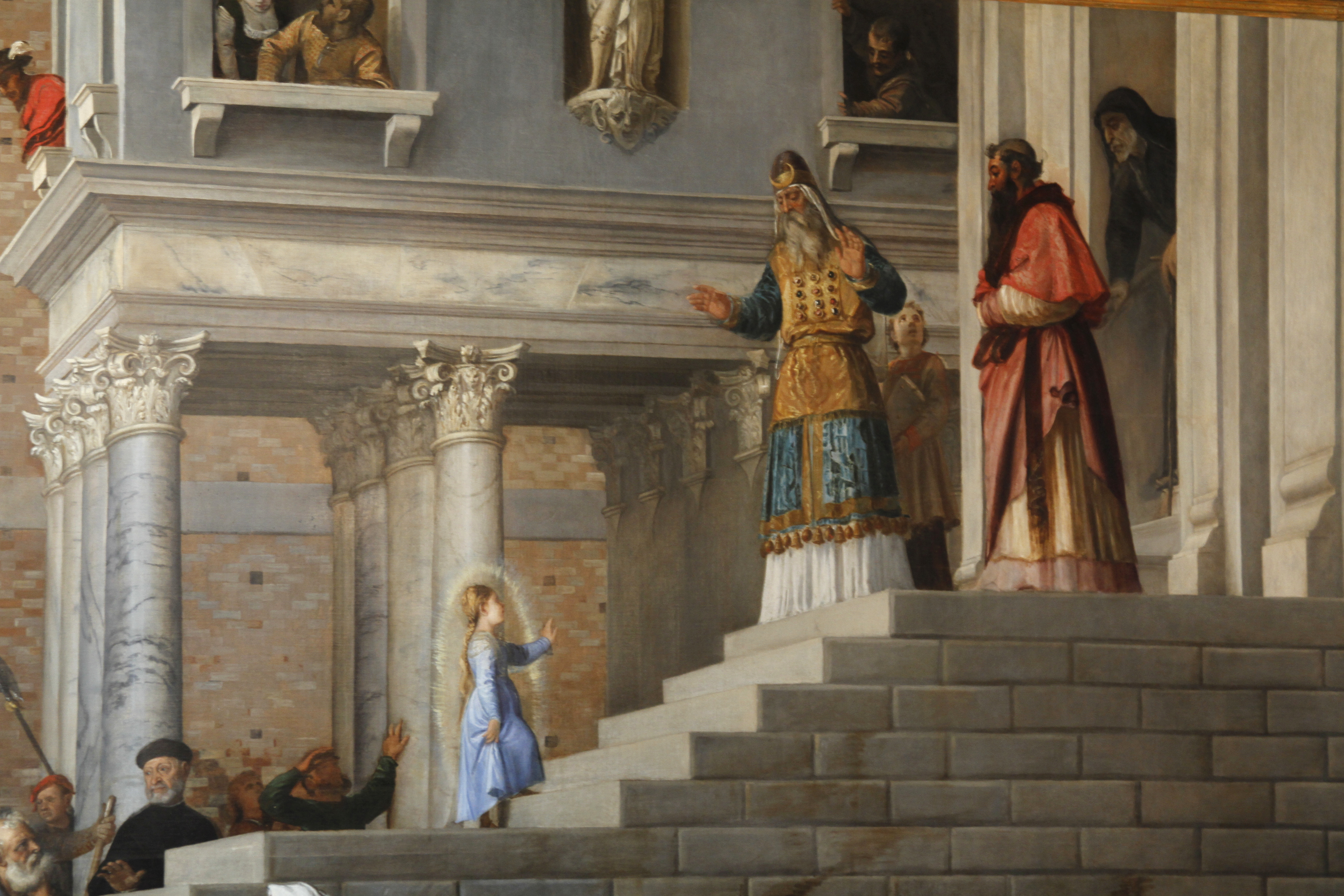
神殿の階段を上る聖母